# Itaubal
Itaubal är en kommun i Brasilien.   Den ligger i delstaten Amapá, i den norra delen av landet, 1 800 km norr om huvudstaden Brasília. Antalet invånare är 4 267. Arean är 1 704 kvadratkilometer.
Terrängen i Itaubal är platt.
I omgivningarna runt Itaubal växer i huvudsak städsegrön lövskog. Runt Itaubal är det mycket glesbefolkat, med 2 invånare per kvadratkilometer.